# بيت الكرظمي (الشغادرة)

تعديل مصدري - تعديل

بيت الكرظمي هي إحدى قرى عزلة المسواح بمديرية الشغادرة التابعة لمحافظة حجة، بلغ تعداد سكانها 150 نسمة حسب تعداد اليمن لعام 2004.